# Rezolucija Vijeća sigurnosti UN-a 1424
Rezolucijom Vijeća sigurnosti UN-a 1424, jednoglasno usvojenom 12. srpnja 2002., nakon podsjećanja na prethodne rezolucije o Hrvatskoj, uključujući rezolucije 779 (1992.), 981 (1995.), 1088 (1996.), 1147 (1998.), 1183 (1998.), 1222 (1999.), 1252 (1999.), 1285 (2000.), 1307 (2000.), 1357 (2001.), 1362 (2001.) i 1387 (2002.), Vijeće je ovlastilo Promatračku misiju Ujedinjenih naroda na Prevlaci (UNMOP) da nastavi nadzirati demilitarizaciju na području hrvatskog poluotoka Prevlaka na tri mjeseca do 15. listopada 2002.
Vijeće sigurnosti pozdravilo je mirnu i stabilnu situaciju na poluotoku Prevlaci i ohrabrilo saznanje da su se i Hrvatska i Savezna Republika Jugoslavija dogovorile o osnivanju Povjerenstva za granicu. Napomenulo je da je prisutnost UNMOP-a uvelike pridonijela održavanju uvjeta pogodnih za rješavanje spora.
U rezoluciji je pozdravljen napredak Hrvatske i Savezne Republike Jugoslavije (Srbije i Crne Gore) u normalizaciji međusobnih odnosa. Pozvalo je obje strane da prestanu s kršenjem režima demilitarizacije, surađuju s promatračima Ujedinjenih naroda i osiguraju punu slobodu kretanja promatračima. Od glavnog tajnika Kofija Annana zatraženo je da podnese izvještaj vijeću do 15. listopada 2002. Obje su strane pozvane da intenziviraju napore prema pregovaračkom rješenju spora oko Prevlake; trajanje mandata UNMOP-a bilo bi preispitano ako bi strane obavijestile Vijeće da je postignuta nagodba.

## Vanjske poveznice
| Wikizvor | Engleski Wikizvor ima izvorni tekst na temu: United Nations Security Council Resolution 1424 |

- Text of the Resolution at undocs.org